# Issam Zahreddine
Issam Jad'aan Zahreddine (en àrab: عصام جدعان زهر الدين) (As-Suwayda setembre del 1961 – 18 d'octubre del 2017), també anomenat Issam Zaher Eldin o Issam Zaher al-Deen, era un General Major de la Guàrdia Republicana Siriana que va tenir un paper important en la Guerra Civil de Síria, liderant les forces governamentals de Síria en diversos fronts. El seu paper més prominent fou el lideratge de les forces sirianes que estigueren rodejades durant 3 anys al setge de Deir ez-Zor. Al 18 d'octubre del 2017, Zahreddine fou mort per una explosió d'una mina terrestre durant les operacions en contra de l'Estat Islàmic d'Iraq i el Llevant a l'ikka de Saqr de Deir ez-Zor.

## Rerefons
Zahreddine comandà la 104 brigada de la Guàrdia Republicana a Douma i Harasta juntament amb el General de Brigada Manaf Tlass abans de la seva defecció. Aquesta brigada fou liderada per Bashar al-Assad abans que es convertís en President, i per Basil Assad abans de la seva mort el 1994. En la seva posició com a líder de la 104 Brigada, Zahreddine ordenà pallisses sistemàtiques a manifestants arrestats a Douma durant la fase d'aixecament civil de la Guerra Civil de Síria; per aquestes accions, se’l començà a conèixer amb el nom de “Bèstia Drusa” per l'oposició siriana.
Mentre la Guerra Civil Siriana s'escalava, Zahreddine es convertí en un dels membres més prominents i de rang més elevat de la comunitat drusa a Síria que lluitava per al govern. Com a resultat ha estat llargament criticat per opositors i drusos anti-guerra: El líder dels drusos libanesos, Walid Jumblatt, el va acusar de “lluitar contra el seu propi poble”, i Zahreddine també va ser assenyalat per una reunió d'un grup de líders religiosos drusos a As-Suwayda al febrer del 2013 com un individu que mereixia la mort, en un comunicat que d'altra banda que desacreditava l'ús de la violència pels dos cantons. Entre els drusos favorables al govern a Síria i Israel, però, va ser referit com un ‘heroi’ i tingué molts seguidors.
Zahreddine fou enviat a principis del 2012 a Homs on l'ofensiva de l'Exèrcit Àrab Sirià contra els grups rebels estava culminant en el setge i la batalla de Baba Amr, en les quals les seves tropes rodejaren el veïnat, bloquejaren les rutes de subministrament i van bombardejar-lo. Molts civils quedaren atrapats, i dotzenes moriren en els atacs. Al 21 de febrer el govern interceptà una trucada de la famosa reporter de guerra Marie Colvin: “Els de l' [Exèrcit Àrab Sirià] estan simplement bombardejant una ciutat de civils que es congelen i es moren de gana”. En una demanda omplerta al US District Court del Districte de Columbia, la família de Colvin aportà evidències de que el govern sirià havia seguit a Colvin des del Líban, triangulà la trucada fins al Homs Media Center, i confirmà la seva localització mitjançant un informador local, i aleshores, sota les ordres de Maher al-Assad, les unitats d'Homs de la Guardia Republicana Siriana i les Forces Especials apuntaren la seva posició, emprant un mètode conegut com a ‘braketing’, on múltiples coets son llançats en qualsevol cantó, acostant-se cada cop més, abans de tocar l'objectiu directament. La demanda estipulà que Zahreddine planejà l'atac d'artilleria juntament amb Ali Mamluk, director de la Oficina d'Intel·ligència Nacional de Síria, i Rafiq Shahadah, antic director de la Intel·ligència Militar. El fotògraf francès Remi Ochlik fou mort i el fotògraf britànic Paul Conroy, la reportera francesa Edith Bouvier, i l'intèrpret sirià Wael al-Omar foren ferits al mateix atac.
Seguint el començament de l'Ofensiva d'Alep (octubre del 2013), Zahreddine anava en principi a liderar l'assalt cap a Anadan. Malgrat això, se li va requerir l'assistència a Deir ez-Zor degut a la mort del General Major Jameh. Un cop allí, es va fer conegut degut a les seves freqüents visites al front i per interactuar amb soldats rasos. Al 27 de novembre del 2013, mentre comandava les seves forces al districte d'al-Rashdiya, Zahreddine fou ferit a la cama a causa d'una bala. Zahreddine i el seu fill Yaroub viatjaren a as-Suwayda al setembre del 2015 per tal d'atendre al funeral del Sheikh Wahid al-Balous, un líder drus que havia estat un activista anti-guerra prominent.
Algun temps després del 2013, Zahreddine va ser promocionat de General de Brigada a General Major. Al 2016, liderava 7.000 tropes en la batalla per a reconquerir la part oriental de la ciutat de Deir Ez-Zor a l' ISIS. Va liderar la 104 Brigada Aerotransportada, que formava el nucli de la defensa de la ciutat. Segons fonts acusades de ser més aviat properes al govern sirià, “la mera presencia de la brigada d'Issam Zahreddin fou un factor moral molt important per a la moral de les Exèrcit Àrab Sirià. La seva popularitat és deguda al seu lideratge personal en combat i la seva presència constant a les línies del front.
Al 2016, es fotografià posant al costat de cadàvers de lluitadors del ISIS penjats que sembla que foren torturats i tallats, o al costat de les restes d'un bombarder suïcida. Al 2017 Zahreddine fou afegit a les llistes de sancions de la Unió Europea pel seu rol en la “repressió violenta contra la població civil, incloent el setge de Baba Amr del febrer del 2012.
El 5 de setembre del 2017, Zahreddine fou felicitat pel President Bashar Assad pel seu rol a Deir az-Zor durant els 3 anys de setge de la ciutat per part de l'ISIS. Utilitzà l'ocasió per a agrair als aliats per aixecar el setge i va dir als refugiats sirians que “no tornessin mai”, dient que “inclús si l'estat us perdona, nosaltres mai perdonarem ni oblidarem”. En un missatge d'àudio subsegüent, però, Zahreddine va dir que només aquells qui havien pres les armes contra l'exèrcit Sirià no havien de tornar.

## Vida personal
El fill gran d'Issam, Yarob, també lluità en la 104 Brigada a Deir ez-Zor.

## Mort
El 18 d'octubre de 2017, Zahreddine fou mort quan el seu vehicle impactà amb una mina terrestre a Hawija Saqr, prop de Deir ez-Zor mentre duia a terme una operació contra l'ISIS. El seu funeral fou a As-Suwayda el 20 d'octubre del 2017.Era un dels comandants més populars i reconeguts de les Exèrcit Àrab Sirià.